# Mohammad Ghazi al-Jalali
Mohammad Ghazi al-Jalali (Árabe: محمد غازي الجلالي; nascido em 22 de Março de 1969) é um engenheiro civil e político Sírio foi chefe do governo de gestão da Síria de 8 a 9 de Dezembro de 2024, após ser indicado como primeiro ministro em 14 de Setembro de 2024. Anteriormente ocupou o cargo de Ministro das Comunicações e Tecnologia da Síria no segundo governo de Wael Nader al-Halqi de 24 de Agosto de 2014 até 3 de Julho de 2016.